# Sân bay quốc tế Ben Gurion
Sân bay quốc tế Ben Gurion / Ben Gurion International Airport. hay Sân bay Ben Gurion (tiếng Hebrew: נמל התעופה בן גוריון, Namal HaTe'ūfa Ben Gūryōn, tiếng Ả Rập: مطار بن غوريون الدولي, maṭār Ben Ghuryon ad-dawlī) (IATA: TLV, ICAO: LLBG), trước đây được gọi là Sân bay Lydda và hiện nay đôi khi được gọi ngắn gọn bằng tiếng Hebrew là Natbag (tiếng Hebrew: נתב"ג), là sân bay quốc tế lớn nhất và bận rộn nhất ở Israel. Nó đã được gọi là Sân bay Lod từ năm 1948 đến năm 1973, khi tên nó được đổi để vinh danh vị thủ tướng đầu tiên của Israel, David Ben Gurion.
Sân bay nằm gần thị xã Lod, 15 ki lô mét về phía đông nam của Tel Aviv. Sân bay thuộc quản lý của Cục Sân bay Israel (Israel Airports Authority), một công ty thuộc chính phủ quản lý các sân bay và các điểm giao cắt biên giới ở Quốc gia Israel.
Sân bay Ben Gurion là trung tâm hoạt động của các hãng El Al Israel Airlines, Israir Airlines, Arkia Israel Airlines, và Sun D'Or. Trong thập niên 1980 và 1990, sân bay này là một thành phố trọng điểm của hãng Tower Air hiện nay đã ngừng hoạt động. Ngày nay, Nhà ga 3 được sử dụng cho các chuyến bay quốc tế còn Nhà ga 1 được sử dụng cho các chuyến bay nội địa. Sân bay có 3 đường băng cho máy bay thương mại, tư nhân và quân sự.
Sân bay nằm ở bên Quốc lộ 1, là quốc lộ Jerusalem-Tel Aviv chính, có thể vào sân bay bằng xe buýt và xe hơi. Cả hai công ty Egged và Dan hoạt động trên tuyến này. Đường sắt Israel cung cấp dịch vụ vận chuyển tàu hỏa từ sân bay đến một số vùng của quốc gia này, taxi có sẵn ở ngoài nhà ga đến. Một lựa chọn giao thông khác nữa là xe shared taxi van, trong tiếng Hebrew gọi là sherut, đi đến Beer Sheva, Haifa và Jerusalem.
Sân bay Ben Gurion được xem là một trong những sân bay đảm bảo an ninh nhất thế giới, với một lực lượng an ninh bao gồm các sĩ quan cảnh sát và những người lính thuộc IDF. Các lực lượng an ninh sân bay mặc đồng phục và bí mật để duy trì mức mức cảnh giác và khả năng phát hiện cao các đe dọa có thể xảy ra. Sân bay này đã là mục tiêu của nhiều cuộc tấn công khủng bố, nhưng chưa có sự cố tạo không tặc một chiếc máy bay rời sân bay này thành công. 

## Sân bay Ben Gurion đến thời điểm năm 2007
| Năm  | Tổng lượt khách | Tổng lượt chuyến |
| ---- | --------------- | ---------------- |
| 1999 | 8.916.436       |                  |
| 2000 | 9.879.470       | 80.187           |
| 2001 | 8.349.657       | 69.226           |
| 2002 | 7.308.977       | 63.206           |
| 2003 | 7.392.026       | 61.202           |
| 2004 | 8.051.895       | 66.638           |
| 2005 | 8.917.421       | 70.139           |
| 2006 | 9.221.558       | 76.735           |

Năm 2006, sân bay này phục vụ hơn 8,8 triệu khách quốc tế (tăng 4% so với năm trước), và 405.000 lượt khách nội địa. Các hãng hàng không hoạt động trên tuyến quốc tế: El Al (40,6% số chuyến bay), Lufthansa (4,16%), Continental Airlines (3,96%), Israir (3,85%) và Arkia (3,83%). Sẽ có sự gia tăng lớn về số lượng khách nội địa sử dụng sân bay này sau khi có kế hoạh đóng cử Sân bay Sde Dov và xây các tòa tháp sang trọng trên khu vực này. Tất cả các chuyến bay thương mại sẽ được chuyển tới Ben-Gurion.
Năm 2000 là một năm kỷ lục về lượng hành khách thông qua Sân bay quốc tế Ben Gurion. Năm đó có 9,3 triệu lượt khách quốc tế và 577.000 lượt khách nội địa. Tháng 12 năm 2006, Sân bay quốc tế Ben Gurion xếp hạng nhất trong 40 sân bay châu Âu và thứ 8/77 dân bay trên thế giới theo một cuộc khảo sát của Airports Council International để xác định sân bay thân thiện nhất. Tel Aviv được xếp thứ 2 trong phân nhóm các sân bay phục vụ từ 5 đến 15 triệu hành khách mỗi năm, xếp sau Sân bay Nagoya của Nhật Bản. Cuộc khảo sát bao gồm 34 câu hỏi. Một cuộc chọn mẫu ngẫu nhiên 350 hành khách tại cổng đi và họ đã được hỏi về sự hài lòng của mình về dịch vụ, hạ tầng và các tiện ích. Ben Gurion đã nhận được điểm 3,94/5, xếp sau là Vienna, Munich, Amsterdam, Brussels, Zurich, Copenhagen and Helsinki.

## Các hãng hàng không và các điểm đến
Tất cả các chuyến bay nội địa được phục vụ tại Nhà ga số 1, còn tất cả các chuyến bay quốc tế được phục vụ tại Nhà ga số 3. The largest carrier in terms of passenger numbers is El Al, followed by Turkish charterer Onur Air and by German Lufthansa.

### Hành khách
| Hãng hàng không                                 | Các điểm đến | Nhà ga/ Hành lang |
| ----------------------------------------------- | --- | ----------------- |
| Adria Airways                                   | Theo mùa: Ljubljana | 3                 |
| Aegean Airlines                                 | Athens, Larnaca Theo mùa: Heraklion, Rhodes (bắt đầu từ ngày 3 Tháng 5 năm 2015), Thessaloniki Thuê chuyến theo mùa: Chania, Kalamata, Kos, Mykonos Santorini | 3                 |
| Aeroflot                                        | Moscow-Sheremetyevo, Rostov-on-Don | 3                 |
| Aeroflot vận hành bởi Rossiya                   | Saint Petersburg | 3                 |
| airBaltic                                       | Riga | 3                 |
| Air Canada                                      | Toronto-Pearson | 3                 |
| Air Caucasus                                    | Tbilisi | 3                 |
| Air Europa                                      | Madrid (bắt đầu từ ngày ngày 30 tháng 3 năm 2015) Theo mùa: Barcelona, Palma de Mallorca | 3                 |
| Air France                                      | Marseille, Nice, Paris-Charles de Gaulle | 3                 |
| Air Malta                                       | Malta | 3                 |
| Air Serbia                                      | Belgrade | 3                 |
| Air VIA                                         | Theo mùa: Burgas, Varna | 3                 |
| Alitalia                                        | Rome-Fiumicino | 3                 |
| Arkia Israel Airlines                           | Eilat | 1                 |
| Arkia Israel Airlines                           | Amman-Queen Alia, Munich, Larnaca, Paris-Charles de Gaulle Theo mùa: Amsterdam, Batumi (bắt đầu từ ngày 1 Tháng 7 năm 2015) Barcelona, Bologna (bắt đầu từ ngày 16 Tháng 6 năm 2015), Brindisi, Dublin, Florence (bắt đầu từ ngày 22 Tháng 3 năm 2015), Grenoble, Helsinki, Heraklion, Ibiza (bắt đầu từ ngày 13 Tháng 7 năm 2015), Kos, Lisbon (bắt đầu từ ngày 19 Tháng 5 năm 2015), Ljubljana, Lleida, Mykonos, Oslo-Gardermoen, Paphos, Rhodes, Stuttgart, Tbilisi, Turin, Verona, Warsaw-Chopin, Yerevan | 1, 3              |
| Astra Airlines                                  | Thuê chuyến theo mùa: Berlin-Schönefeld (bắt đầu từ ngày 1 Tháng 4 năm 2015), Heraklion, Karpathos (bắt đầu từ ngày 25 Tháng 5 năm 2015), Ljubljana (bắt đầu từ ngày 20 Tháng 5 năm 2015), London-Stansted (bắt đầu từ ngày 18 Tháng 5 năm 2015), Thessaloniki, Verona (bắt đầu từ ngày 6 Tháng 6 năm 2015) | 3                 |
| Austrian Airlines                               | Vienna (tiếp tục lại từ ngày 1 Tháng 4 năm 2015) | 3                 |
| Austrian Airlines vận hành bởi Tyrolean Airways | Vienna (kết thúc từ ngày 31 Tháng 3 năm 2015) | 3                 |
| Azerbaijan Airlines                             | Baku | 3                 |
| Belavia                                         | Minsk-National | 3                 |
| British Airways                                 | London-Heathrow | 3                 |
| Brussels Airlines                               | Brussels | 3                 |
| Bulgaria Air                                    | Sofia Thuê chuyến theo mùa: Burgas, Varna | 3                 |
| Bulgarian Air Thuê chuyến                       | Thuê chuyến theo mùa: Burgas, Varna | 3                 |
| Croatia Airlines                                | Theo mùa: Dubrovnik, Zagreb | 3                 |
| Czech Airlines                                  | Prague | 3                 |
| Delta Air Lines                                 | New York-JFK | 3                 |
| easyJet                                         | Berlin-Schönefeld, London-Gatwick, London-Luton, Manchester, Milan-Malpensa, Paris-Charles de Gaulle (bắt đầu từ ngày 30 Tháng 3 năm 2015), Rome-Fiumicino | 1                 |
| easyJet Switzerland                             | Basel/Mulhouse, Geneva | 1                 |
| EgyptAir vận hành bởi Air Sinai                 | Cairo | 3                 |
| El Al                                           | Amsterdam, Athens, Bangkok-Suvarnabhumi, Barcelona, Bắc Kinh-Thủ đô, Boston (tiếp tục lại từ ngày 28 Tháng 6 năm 2015), Brussels, Bucharest, Frankfurt, Geneva, Hong Kong, Johannesburg, London-Heathrow, London-Luton, Los Angeles, Madrid, Marseille, Milan-Malpensa, Moscow-Domodedovo, Mumbai, Munich, New York-JFK, Newark, Paris-Charles de Gaulle, Rome-Fiumicino, Sofia, Toronto-Pearson, Venice-Marco Polo, Vienna, Warsaw-Chopin, Zürich                                                            | 3                 |
| El Al operated for Sun d'Or                     | Barcelona, Paris-Charles de Gaulle Theo mùa: Amsterdam, Catania (bắt đầu từ ngày 31 Tháng 3 năm 2015), Corfu (bắt đầu từ ngày 25 Tháng 5 năm 2015), Heraklion, Grenoble, Katowice, Lisbon, Łódź, Minsk-National, Munich, Rhodes, Rome-Fiumicino, Turin, Verona, Vilnius, Zagreb, Zakynthos (bắt đầu từ ngày 3 Tháng 4 năm 2015) | 3                 |
| El Al operated for UP                           | Sân bay quốc tế Berlin-Schönefeld, Budapest, Kiev-Boryspil, Larnaca, Prague | 3                 |
| Enter Air                                       | Theo mùa: Katowice, Warsaw-Chopin | 3                 |
| Ethiopian Airlines                              | Addis Ababa | 3                 |
| Finnair                                         | Helsinki | 3                 |
| Georgian Airways                                | Tbilisi Thuê chuyến theo mùa: Batumi, Kutaisi | 3                 |
| Germania                                        | Baden-Baden/Karlsruhe Theo mùa: Hamburg | 3                 |
| Germanwings                                     | Berlin-Tegel, Cologne/Bonn | 3                 |
| Hainan Airlines                                 | Bắc Kinh-Thủ đô (bắt đầu từ ngày 3 Tháng 9 năm 2015) | 3                 |
| Iberia                                          | Madrid | 3                 |
| Israir Airlines                                 | Eilat | 1                 |
| Israir Airlines                                 | Sân bay quốc tế Berlin-Schönefeld, Rome-Fiumicino Theo mùa: Amsterdam, Barcelona, Belgrade, Brescia, Budapest, Corfu (bắt đầu từ ngày 1 Tháng 6 năm 2015), Dubrovnik, Düsseldorf, Heraklion, Innsbruck, Lisbon, Ljubljana, Munich, Moscow-Domodedovo, Nice, Paris-Charles de Gaulle, Perugia, Rhodes, Stuttgart, Tbilisi, Toulouse (bắt đầu từ ngày 8 Tháng 6 năm 2015), Varna, Volos (bắt đầu từ ngày 31 Tháng 3 năm 2015), Zakynthos (bắt đầu từ ngày 3 Tháng 4 năm 2015)                                   | 1, 3              |
| Jetairfly                                       | Brussels | 3                 |
| Kenya Airways                                   | Nairobi-Jomo Kenyatta (bắt đầu từ ngày 1 Tháng 6 năm 2015) | 3                 |
| KLM                                             | Amsterdam | 3                 |
| Korean Air                                      | Seoul-Incheon | 3                 |
| LOT Polish Airlines                             | Warsaw-Chopin | 3                 |
| Lufthansa                                       | Frankfurt, Munich | 3                 |
| Meridiana                                       | Milan-Malpensa Theo mùa: Naples, Olbia, Verona | 3                 |
| Neos                                            | Thuê chuyến theo mùa: Bergamo, Milan-Malpensa, Rome-Fiumicino, Verona | 3                 |
| Norwegian Air Shuttle                           | Copenhagen, Sân bay Stockholm-Arlanda | 1                 |
| Pegasus Airlines                                | Istanbul-Sabiha Gökçen | 3                 |
| Royal Jordanian                                 | Amman-Queen Alia | 3                 |
| Scandinavian Airlines                           | Copenhagen Theo mùa: Stockholm-Arlanda | 3                 |
| SmartWings vận hành bởi Travel Service Airlines | Prague | 3                 |
| Swiss International Air Lines                   | Zürich | 3                 |
| Tandem Aero                                     | Chișinău | 3                 |
| TAROM                                           | Bucharest, Iași | 3                 |
| Transavia.com                                   | Amsterdam (tiếp tục lại từ ngày 2 Tháng 4 năm 2015) | 3                 |
| Transavia.com France                            | Lyon, Sân bay quốc tế Paris-Orly | 3                 |
| Travel Service Hungary                          | Thuê chuyến theo mùa: Budapest, Katowice, Warsaw-Chopin | 3                 |
| Travel Service Slovakia                         | Thuê chuyến theo mùa: Bratislava | 3                 |
| TUIfly                                          | Theo mùa: Cologne/Bonn, Munich, Stuttgart | 3                 |
| Turkish Airlines                                | Istanbul-Atatürk, Istanbul-Sabiha Gökçen | 3                 |
| Ukraine International Airlines                  | Dnipro, Donetsk (ngưng), Kiev-Boryspil, Odessa Theo mùa: Lviv, Kharkiv Thuê chuyến theo mùa: Vinnytsia | 3                 |
| Ural Airlines                                   | Yekaterinburg | 3                 |
| United Airlines                                 | Newark | 3                 |
| Uzbekistan Airways                              | Tashkent | 3                 |
| Volotea                                         | Theo mùa: Palermo | 3                 |
| Vueling                                         | Barcelona Theo mùa: Florence (bắt đầu từ ngày ngày 4 tháng 7 năm 2015) | 3                 |
| Wizz Air                                        | Bucharest, Budapest, Cluj-Napoca, Katowice, Prague, Sofia, Vilnius, Warsaw-Chopin | 1                 |
| Yakutia Airlines                                | Krasnodar, Mineralnye Vody | 3                 |
| Yanair                                          | Vinnytsia | 3                 |

### Hàng hóa
| Hãng hàng không        | Các điểm đến                                          |
| ---------------------- | ----------------------------------------------------- |
| CAL Cargo Air Lines    | Frankfurt, Larnaca, Liège                             |
| DHL Aviation           | Bergamo, Leipzig/Halle                                |
| El Al Cargo            | Liège, New York-JFK                                   |
| FedEx Express          | Athens, Cologne/Bonn, Paris-Charles de Gaulle, Munich |
| Korean Air Cargo       | Milan-Malpensa, Seoul-Incheon, Vienna                 |
| Lufthansa Cargo        | Frankfurt                                             |
| Royal Jordanian Cargo  | Amman-Queen Alia                                      |
| Silk Way Airlines      | Baku                                                  |
| Swiss WorldCargo       | Zürich                                                |
| TNT Airways            | Liège                                                 |
| Turkish Airlines Cargo | Istanbul-Atatürk                                      |
| UPS Airlines           | Cologne/Bonn                                          |